# Onthophagus akinini
Onthophagus akinini é uma espécie de inseto do género Onthophagus da família Scarabaeidae da ordem Coleoptera.

## História
Foi descrita cientificamente pela primeira vez no ano 1889 por Koenig.